# يوهيي سوزوكي (لاعب كرة قدم)
يوهيي سوزوكي (باليابانية: 鈴木 陽平) (26 يوليو 1978 في كاناغاوا في اليابان – )؛ هو لاعب كرة قدم سابق كان يلعب كمدافع.